# Lycosa vittata
Lycosa vittata är en spindelart som beskrevs av Yin, Bao och Zhang 1995. Lycosa vittata ingår i släktet Lycosa och familjen vargspindlar. Inga underarter finns listade i Catalogue of Life.